# Emlékezz! (film)
Az Emlékezz! (eredeti cím: Remember) 2015-ös kanadai-német filmdráma-filmthriller, melyet Atom Egoyan rendezett és Benjamin August írt. A főszerepben Christopher Plummer, Bruno Ganz, Jürgen Prochnow, Heinz Lieven, Henry Czerny, Dean Norris és Martin Landau látható.
Az Amerikai Egyesült Államokban 2016. március 11-én mutatták be a mozikban, míg Németországban 2015. december 31-én, Kanadában 2015. október 23-án és Magyarországon 2016. július 14-én.
A film általánosságban pozitív véleményeket kapott a kritikusoktól. A Metacritic oldalán a film értékelése 52% a 100-ból, amely 25 véleményen alapul. A Rotten Tomatoeson az Emlékezz! 71%-os minősítést kapott, 84 értékelés alapján.

## Cselekmény
|  | Alább a cselekmény részletei következnek! |

A New York-i idősek otthonában, egy megöregedett Auschwitzi koncentrációs tábor túlélő, Max Rosenbaum (Martin Landau) összebarátkozott a Demenciában szenvedő beteggel, Zev Guttmannal (Christopher Plummer), akit régen még a táborban ismert meg. Max folyamatosan emlékezteti Zevet, hogy a családjukat megölték a táborban, egy bizonyos Otto Wallisch nevezetű Blockführer; emigrálták Észak-Amerikába, mert hamis nevet használt: Rudy Kurlander. Maxnek sikerül meggyőznie Zevet, hogy kutassa fel Wallischt és ölje meg, a családjuk megbosszulása érdekében. Max elvezeti Zevet egy fegyverüzletbe, ahol vásárol egy Glock 17-est, majd az Egyesült Államokban és Kanadában fel keres négy férfit, akiknek a nevük Rudy Kurlander, de ezek közül csak az egyik az egykori Blockführer.
Zev szembesül az első Rudy Kurlanderrel (Bruno Ganz) (egy német veterán a második világháborúból) az ő saját házában, de Kurlander bebizonyítja, hogy ő volt az Észak-Afrika kampány keretében Erwin Rommel, és soha semmi köze nem volt Auschwitzhoz. Zev megtalálja a második Rudy Kurlandert (Heinz Lieven) egy idősek otthonában, Kanada határán, de kiderül, hogy ő egy fogoly volt Auschwitzban, emellett egy homoszexuális küldött.
Zev megérkezik a harmadik Rudy Kurlander házához. A fia, John egy rendőr, aki elmondja Zevnek, hogy az apja már meghalt három hónappal ezelőtt. A házban, miután néhány pohár whiskyt megisznak ketten, kiderül Johntól, hogy az apja csak egy szakácsfiú volt a háborúban. Amikor John (aki egy neonáci) rájön, hogy Zev egy zsidó, dühössé válik és ráereszti a német-juhászát az öregemberre. Zev lelövi a kutyát, majd a pisztolyával védekezni próbáló Johnt is. Kimerültség közepette Zev befekszik John ágyába, majd elhagyja a házat reggel.
Zev megérkezik a negyedik Rudy Kurlander (Jürgen Prochnow) és családja házához, ahol felismeri a férfi hangját, mint az Auschwitzi Blockführer. Zev fenyegeti Rudyt, hogy lelövi az unokáját, ha nem mondja el "az igazságot". Rudy végül bevallja a lányának és az unokájának, hogy ő egy S. S. tiszt volt és számos embert megölt. Ugyanakkor elmondja az igazi nevét is: Kunibert Sturm – és Zev maga Otto Wallisch. Mindketten Blockführerek voltak a háborúban, valamint egymásra tetováltattak egy számsort, hogy zsidó túlélőkként álcázzák magukat. Megdöbbenve, Zev lelövi Sturmot, majd kijelenti: "Emlékszem!" és végzetesen fejbe lövi magát.
Ismét New Yorkban; a megrémült idősek otthonában a lakók nézik a tévét, melyek szerint a hírekben gyilkosságot / öngyilkosságot közölnek. Max elmondja, hogy ő ismerte Zevet, mint Wallisch, amikor megérkezett az idősek otthonába, elmondja, hogy Wallisch és Sturm voltak felelősek a szülei haláláért.
|  | Itt a vége a cselekmény részletezésének! |

## Szereplők
| Szerep                      | Színész             | Magyar hang     |
| --------------------------- | ------------------- | --------------- |
| Zev Guttman / Otto Wallisch | Christopher Plummer | Ujréti László   |
| Max Rosenbaum               | Martin Landau       | Szersén Gyula   |
| Rudy Kurlander #1           | Bruno Ganz          | Fodor Tamás     |
| Rudy Kurlander #2           | Heinz Lieven        | ?               |
| Rudy Kurlander #3           | Jürgen Prochnow     | Vass Gábor      |
| John Kurlander              | Dean Norris         | Törköly Levente |
| Charles Guttman             | Henry Czerny        | Juhász György   |
| Rebecca Guttman             | Liza Balkan         | ?               |
| Paula                       | Kim Roberts         | ?               |
| Molly                       | Sofia Wells         | ?               |